# Michael Falzon
 (novembre 2017).
Si vous disposez d'ouvrages ou d'articles de référence ou si vous connaissez des sites web de qualité traitant du thème abordé ici, merci de compléter l'article en donnant les références utiles à sa vérifiabilité et en les liant à la section « Notes et références ».
Michael Falzon, né le 16 novembre 1961 à Tas-Sliema, est un homme politique maltais.
Il est ministre de la Justice sociale et des Droits des enfants depuis juin 2017.